# C12H16O7
化学式C12H16O7（摩尔质量：272.251 g/mol）可指：
- α-熊果素，CAS号：84380-01-8
- β-熊果素，CAS号：497-76-7

|  | 这个同类索引页列出了具有相同分子式的化学物（即同分異構體）条目。 除非您是有意链接至本页，否则应将相应条目的内部链接指向正确的条目。 |